# Labelle (groupe)
Ne doit pas être confondu avec le musicien français de La Réunion Labelle.
Labelle est un groupe vocal féminin américain, populaire dans les années 1960 et 1970. Le groupe a été formé après la dissolution de deux groupes féminins rivaux dans les régions de Philadelphie / Trenton, les Ordettes et les Del-Capris, formant ainsi une nouvelle version du groupe précédent, qui a ensuite changé son nom en Blue Belles (plus tard Bluebelles ). Les membres fondatrices étaient Patti LaBelle (anciennement Patricia Holt), Cindy Birdsong, Nona Hendryx et Sarah Dash . 
En tant que Bluebelles, et plus tard Patti LaBelle et les Bluebelles, le groupe a connu le succès avec des ballades du genre doo-wop, notamment Down the Aisle (The Wedding Song) (en), You'll Never Walk Alone et Over the Rainbow. Après le départ de Birdsong pour rejoindre les Supremes en 1967, le groupe, suivant les conseils de Vicki Wickham, modifia son apparence, sa direction musicale et son style pour se transformer en Labelle en 1971. Leurs enregistrements de rock funk de cette période sont devenus des favoris pour leur interprétation débridée du rock and roll et leur traitement d’un sujet qui n’a généralement pas été abordé par les groupes musicaux de femmes noires. Enfin – après avoir adapté le glam rock et revêtu de splendides costumes d'époque et d'espace – le groupe rencontra le succès avec le proto- disco Lady Marmalade en 1974, qui aboutit à leur album Nightbirds, qui remporta un succès en or. Elles se distinguent comme étant le premier groupe de pop contemporain et le premier groupe de pop noir à se produire à la Metropolitan Opera House. Elles ont également été le premier groupe vocal noir à faire la couverture de Rolling Stone . 
Les membres du groupe se sont séparées après la fin d'une tournée en 1976 et ont connu chacune un succès solo important. Nona Hendryx a suivi une muse idiosyncratique dans une carrière solo qui a souvent frôlé l'avant-garde  ; Sarah Dash est devenue une chanteuse de séance célèbre. Patti LaBelle a connu une carrière très réussie, récompensée aux Grammy Awards, avec neuf des 20 plus grands succès R & B entre 1963 et 1976, ainsi que des récompenses pour l'ensemble de ses réalisations décernées par l'Apollo Theatre, les World Music Awards et les BET Awards. 
Le groupe s'est reformé pour son premier nouvel album en 32 ans, Back to Now, en 2008. 

## Les différents membres
| 1962 - Patricia "Patsy" Holt1 - Nona Hendryx - Sarah Dash - Cindy Birdsong |

| 1962–1967 - Patti LaBelle - Nona Hendryx - Sarah Dash - Cindy Birdsong 1967–1970 - Patti LaBelle - Nona Hendryx - Sarah Dash (Cindy Birdsong left the group to join The Supremes, replacing Florence Ballard) 1970–1976, 2005–2009 - Patti LaBelle - Nona Hendryx - Sarah Dash |

- 1 Holt a changé son nom pour Patti LaBelle en 1962 après que Harold Robinson a été poursuivi en justice par un responsable d’un groupe, également appelé les Blue Belles, devenant ainsi Patti LaBelle et ses Blue Belles .

## Discographie
As The Blue Belles (alias Patti La Belle et ses Blue Belles; Patti LaBelle et The Bluebelles):
- You'll Never Walk Alone / Decatur Street 7 "single (Parkway Records P-896, 1962)
- Tear After Tear / Aller (c'est un au revoir) 7 "single (Newtown Records NT-5007, 1962)
- Danny Boy / I Believe 7 "single (Parkway Records P-935, 1962)
- Decatur Street / Academy Award 7 "single (Newtown Records NT-5019, 1963)
- Sweethearts of the Apollo (Newtown Records, 1963)
- Sleigh Bells, Jingle Bells et Blue Belles (Newtown, 1963)
- Sur scène (Cameo-Parkway, 1964)
- Over the Rainbow (Atlantique, 1966)
- Dreamer (Atlantique, 1967)

En tant que Labelle:
- Labelle (album) (Warner Bros. Records, 1971)
- Moon Shadow (Warner Bros. Records, 1972)
- Pressure Cookin' (en) (RCA, 1973)
- Nightbirds (Epic, 1974)
- Phoenix (Epic, 1975)
- Chameleon (Epic, 1976)
- Back to Now (Verve, 2008)

Avec Laura Nyro
- Gonna Take a Miracle ( Laura Nyro ft. Labelle) (Columbia, 1971)

## Voir également
- Liste des hits numéro un (États-Unis)
- Liste des artistes qui ont atteint le numéro un aux États-Unis
- Liste des hits numéro un (États-Unis)
- Liste des artistes ayant atteint le numéro un du palmarès de la danse américaine